# Felbertauerntunnel
De Felbertauerntunnel is een 5,3 kilometer lange toltunnel, in het zuidwesten van Oostenrijk, in het natuurgebied Hohe Tauern. Deze tunnel doorboort de uitlopers van de Großglockner en de Großvenediger. Westelijk van de Felbertauerntunnel ligt de Brennerpas. Ten oosten van de Felbertauerntunnel ligt de Tauerntunnel. Verder zijn er nog enkele kleine passen tussen deze twee hoofdroutes die noord-zuidverbindingen mogelijk maken, zoals de Staller Sattel en de Plöckenpas.